# Pyrenocarpon flotowianum
Pyrenocarpon flotowianum är en svampart som tillhör divisionen sporsäcksvampar, och som först beskrevs av Hepp, och fick sitt nu gällande namn av Vittore Benedetto Antonio Trevisan de Saint-Léon. Pyrenocarpon flotowianum ingår i släktet Pyrenocarpon, och familjen Lichinaceae. Enligt den finländska rödlistan är arten otillräckligt studerad i Finland. Arten är reproducerande i Sverige. Artens livsmiljö är klippor (inklusive flyttblock).